# 19 janvier 1909
Le mardi 19 janvier 1909 est le 19e jour de l'année 1909.

## Naissances
- Aimo Kanerva (mort le 16 décembre 1991), peintre finlandais
- André Bardet (mort le 27 août 2006), peintre français
- Ewald Kluge (mort le 19 août 1964), pilote de moto allemand
- Hans Hotter (mort le 6 décembre 2003), artiste lyrique allemand
- John Gallagher (mort le 16 septembre 1981), hockeyeur sur glace canadien
- John Pudney (mort le 10 novembre 1977), journaliste et écrivain britannique
- Ono Tadashige (mort le 17 octobre 1990), artiste japonais

## Décès
- Robert Hausmann (né le 13 août 1852), musicien allemand
- Umewaka Minoru I (né le 7 juillet 1828), acteur du théâtre nō